# Air Passaquay
Air Passaquay ou Air-Pass était une compagnie aérienne régionale française, basée sur l'aérodrome d'Annemasse, effectuant du transport à la demande de passagers et marchandises.

## Histoire
La compagnie aérienne Air Passaquay sous l'enseigne Air-Pass, a été créée en 1972 par Jean Passaquay, directeur du service des Travaux Publics de Bonne-sur-Menoge (devenue Bonne) en Haute Savoie comme compagnie de transport à la demande sur toute l'Europe et les pays Nord-Africains, de charter cargo, vols de plaisance et de travaux aériens dont la photographie aérienne qui a réellement commencé son activité en 1973.
Son siège était l'aérodrome d'Annemasse.
Monsieur Jean Passaquay détenait une entreprise de matériels agricoles et de travaux publics à Bonne-sur-Menoge, les établissements J. Passaquay et Cie qui faisait déjà dans l'aviation d'affaires.
C'est cette société qui recherchait en 1972 un bimoteur dans la série des Cessna 400 ou similaire (Queen Air) pour créer Air Passaquay.
Elle avait obtenu son agrément de transporteur aérien (passagers et fret) le 17 juillet 1973 pour un maximum de 10 passagers,, à la suite d'une demande d'autorisation de transport aérien effectuée le 4 juillet 1972.
Elle détenait un Cessna 411 pour le transport de passagers et un Cessna F-172, dévolu aux travaux aériens et transport de fret .
Elle faisait partie de l'Association Nationale des transporteurs Aériens à la Demande (A.N.T.A.L.D) tout comme Air Affaires, Air Atlantique, Air Fret ou  Air Wasteels, Darta, France Aéro Service, Thalass Air, Nantes Aviation ou Euralair.
Entre 1979 et 1980, elle assurait des vols taxi entre Annemasse et l'aéroport de Saint-Etienne.
Le Cessna 411 F-BSUT était racheté par la compagnie "Transports Aériens Méditerranéens" (T.A.M.) basée sur l'aéroport de Cannes-Mandelieu en 1986.
Air Passaquay cessait ses activités le 11 juin 1992.

## Le réseau
- France
- Europe
- Bassin Méditerranéen (Pays Nord-Africains)
- Annemasse - Saint Etienne (1979-1980)

## Flotte
- Cessna 411 C/N 124, immatriculé F-BSUT[19],[20],[21].
- Reims-Cessna F.172E C/N 28, immatriculé F-BPER.